# Chiaia di Luna
Pour les articles homonymes, voir Luna.
Chiaia di Luna est une baie et une plage située sur l'île de Ponza en Italie.

## Étymologie
En napolitain, chiaia signifie « plage ». Comme luna signifie « lune », le nom de la baie fait référence à la forme en croissant de la plage.

## Géographie
La baie, qui est la plus grande de l'île, se trouve le long de la côte sud-ouest de Ponza. Elle est entourée de hautes falaises de tuf qui dominent la mince bande de sable de la plage. En raison de l'instabilité de ces formations rocheuses, l'accès à la plage est interdit.
La baie est délimitée au sud par la Punta del Fieno et au nord par la Punta di Capo Bianco.